# Пинтор, Ленни
Ленни Жан-Пьер Пинтор (фр. Lenny Jean-Pierre Pintor; родился 8 августа 2000, Сарсель) — французский футболист мартиниканского происхождения, нападающий клуба «Сент-Этьен».

## Клубная карьера
22 августа 2017 года подписал свой первый профессиональный контракт с клубом «Брест». 15 декабря дебютировал во французской Лиге 2 в матче против клуба «Кевийи».
31 августа 2018 года, в последний день летнего трансферного окна, Пинтор перешёл в клуб французской Лиги 1 «Олимпик Лион», подписав с лионской командой пятилетний контракт. «Брест» получил за трансфер 5 млн евро, ещё 4 млн клуб может получить от всевозможных бонусов, а также процент от будущей перепродажи игрока.
Пинтор забил в своем дебютном матче в Юношеской лиге УЕФА в ворота «Манчестер Сити». Позднее забил во втором матче Юношеской лиги УЕФА против «Шахтёра». 19 октября 2018 года дебютировал в основном составе «Лиона» в матче Лиги 1 против «Нима», выйдя на замену Мемфису Депаю в концовке встречи.

## Карьера в сборной
В 2017 году Пинтор принял участие в чемпионате мира для игроков до 17 лет, забив в ворота сборной Испании 17 октября 2017 года.